# Rottal-Inn járás
Rottal-Inn járás egy járás Bajorországban. Rottal-Inn járás Passau, Altötting, Mühldorf am Inn, Landshut, Dingolfing-Landau, Deggendorf és Braunau am Inn-i járásokkal határos. Lakosainak száma 104 013 fő (1987. május 25.).

## Népesség
A járás népessége az elmúlt években az alábbi módon változott:
| Lakosok száma | 101 644 | 101 849 | 104 013 | 117 437 | 117 654 | 118 164 | 119 218 | 119 617 | 120 371 | 120 659 |
|               | 1973    | 1978    | 1987    | 2012    | 2013    | 2014    | 2015    | 2016    | 2017    | 2020    |